# Seznam členů Zastupitelstva Jihomoravského kraje (volby 2000)
Seznam osob zvolených do Zastupitelstva Jihomoravského kraje v roce 2000.
| #  | jméno                | za stranu             | funkce            |
| -- | -------------------- | --------------------- | ----------------- |
| 1  | Stanislav Juránek    | Čtyřkoalice           | hejtman           |
| 2  | Lubomír Šmíd         | Čtyřkoalice           | náměstek hejtmana |
| 3  | Antonín Kment        | Čtyřkoalice           | náměstek hejtmana |
| 4  | Rudolf Holz          | Čtyřkoalice           | člen Rady         |
| 5  | Jan Letocha          | Čtyřkoalice           | člen Rady         |
| 6  | Ilja Kašík           | Čtyřkoalice           | člen Rady         |
| 7  | Jiří Tomek           | Čtyřkoalice           | člen Rady         |
| 8  | Ladislav Korbel      | Čtyřkoalice           |                   |
| 9  | Jiří Löw             | Čtyřkoalice           |                   |
| 10 | Jiří Bělehrádek      | Čtyřkoalice           |                   |
| 11 | Antonín Filouš       | Čtyřkoalice           |                   |
| 12 | Hana Ondrušková      | Čtyřkoalice           |                   |
| 13 | Milan Špaček         | Čtyřkoalice           |                   |
| 14 | Martin Hovorka       | Čtyřkoalice           |                   |
| 15 | František Adamec     | Čtyřkoalice           |                   |
| 16 | Petr Nezveda         | Čtyřkoalice           |                   |
| 17 | Antonín Tesařík      | Čtyřkoalice           |                   |
| 18 | Jiří Galamboš        | Čtyřkoalice           |                   |
| 19 | Jan Vitula           | Čtyřkoalice           |                   |
| 20 | Jiří Životský        | Čtyřkoalice           |                   |
| 21 | Lydie Filipová       | Čtyřkoalice           |                   |
| 22 | Marie Cacková        | Čtyřkoalice           |                   |
| 23 | Rostislav Slavotínek | Čtyřkoalice           |                   |
| 24 | František Polách     | ODS                   | náměstek hejtmana |
| 25 | Igor Poledňák        | ODS                   | náměstek hejtmana |
| 26 | Milan Venclík        | ODS                   | člen Rady         |
| 27 | Jaroslav Pospíšil    | ODS                   | člen Rady         |
| 28 | Jiří Kadrnka         | ODS                   |                   |
| 29 | Dušan Jakoubek       | ODS                   |                   |
| 30 | František Sivera     | ODS                   |                   |
| 31 | "Libor Kosour        | ODS                   |                   |
| 32 | Lubor Šimeček        | ODS                   |                   |
| 33 | Richard Svoboda      | ODS                   |                   |
| 34 | Marie Marková        | ODS                   |                   |
| 35 | Václav Košacký       | ODS                   |                   |
| 36 | Jiří Šimeček         | ODS                   |                   |
| 37 | Zdeněk Peša          | Nestraníci pro Moravu |                   |
| 38 | Jan Kryčer           | Nestraníci pro Moravu |                   |
| 39 | Josef Burian         | Nestraníci pro Moravu |                   |
| 40 | Luděk Mikulecký      | Nestraníci pro Moravu |                   |
| 41 | Alena Štětková       | Nestraníci pro Moravu |                   |
| 42 | Jiří Václavek        | ČSSD                  |                   |
| 43 | Zuzana Domesová      | ČSSD                  |                   |
| 44 | Michal Hašek         | ČSSD                  |                   |
| 45 | Zdeněk Pavlík        | ČSSD                  |                   |
| 46 | Jan Šinogl           | ČSSD                  |                   |
| 47 | Oldřich Ryšavý       | ČSSD                  |                   |
| 48 | Václav Božek         | ČSSD                  |                   |
| 49 | Miloš Havránek       | ČSSD                  |                   |
| 50 | Ivan Ohlídal         | ČSSD                  |                   |
| 51 | Ladislav Býček       | KSČM                  |                   |
| 52 | Ivo Pojezný          | KSČM                  |                   |
| 53 | Jaroslava Baštařová  | KSČM                  |                   |
| 54 | Vincencie Kaděrová   | KSČM                  |                   |
| 55 | Augustin Forman      | KSČM                  |                   |
| 56 | Stanislav Navrkal    | KSČM                  |                   |
| 57 | Zdeněk Koudelka      | KSČM                  |                   |
| 58 | Jan Satoria          | KSČM                  |                   |
| 59 | Petr Zelinka         | KSČM                  |                   |
| 60 | Petr Brázda          | KSČM                  |                   |
| 61 | Ludvík Hekrle        | KSČM                  |                   |
| 62 | Ludmila Živná        | KSČM                  |                   |
| 63 | Dušan Sušil          | KSČM                  |                   |
| 64 | Pavel Březa          | KSČM                  |                   |
| 65 | Jan Procházka        | KSČM                  |                   |

Ustavující zasedání Zastupitelstva Jihomoravského kraje ve volebním období 2000–2004 se konalo 20. prosince 2000.